# Campionato bulgaro di calcio a 5 2004-2005
Il Campionato bulgaro di calcio a 5 2004-2005 è stata la terza edizione del massimo campionato di calcio a 5 della Bulgaria, giocato nella stagione 2004-05 con la formula del girone unico disputato in tre sedi (Sofia, Veliko Tărnovo e Varna), e che ha visto la vittoria finale del Piccadilly Varna, al suo primo titolo di Bulgaria.

## Classifica finale
| Pos | Squadra              | Pti | G  | V  | N | P  | GF | GS |
| --- | -------------------- | --- | -- | -- | - | -- | -- | -- |
| 1   | Piccadilly Varna     | 36  | 14 | 12 | 0 | 2  | 76 | 35 |
| 2   | Akademika Miks Sofia | 34  | 14 | 11 | 1 | 2  | 95 | 36 |
| 3   | Mirinex Russe        | 28  | 14 | 9  | 1 | 4  | 76 | 50 |
| 4   | Levski Spartak Sofia | 22  | 14 | 7  | 1 | 6  | 72 | 69 |
| 5   | MAG Varna            | 20  | 14 | 6  | 2 | 6  | 53 | 52 |
| 6   | FK G Sofia           | 11  | 14 | 3  | 2 | 9  | 51 | 79 |
| 7   | Ecotermal Burgas     | 10  | 14 | 3  | 1 | 10 | 51 | 90 |
| 8   | Viktoria Sofia       | 3   | 14 | 1  | 0 | 13 | 19 | 82 |